# 1902 en Nouvelle-Écosse
Chronologie de la Nouvelle-Écosse
- 1898
- 1899
- 1900
- 1901
- 1902
- 1903
- 1904
- 1905
- 1906

Cette page concerne des événements survenus en 1902 dans la province canadienne de Nouvelle-Écosse.

## Politique
- Premier ministre : George H. Murray
- Chef de l'Opposition :
- Lieutenant-gouverneur : Alfred Gilpin Jones
- Législature :

## Événements
- Les Acadiens de la Nouvelle-Écosse obtiennent le droit d'enseigner en français durant les quatre premières années du primaire.

## Naissances
- 2 avril à Halifax : Harry Wickwire Foster,  général canadien (décédé le 16 août 1964).